# Lasioglossum pectorale
Lasioglossum pectorale är en biart som först beskrevs av Smith 1853.  Den ingår i släktet smalbin och familjen vägbin. Inga underarter finns listade i Catalogue of Life.

## Beskrivning
Ett avlångt bi med svart huvud och mellankropp. Tergiterna (segmenten på bakkroppens ovansida) är mörkbruna, mörkare hos hanen än hos honan. Behåringen är mycket sparsam. Honan blir mellan 5 och 6,5 mm lång, hanen 5 till 5,5 mm.

## Ekologi
Arten, som flyger mellan mars och november, är polylektisk, den besöker blommande växter från flera familjer: Desmeknoppsväxter, oleanderväxter, palmer, korgblommiga växter, korsblommiga växter, klockväxter, ljungväxter, ärtväxter, kransblommiga växter, dunörtsväxter, harsyreväxter, passionsblommeväxter, grobladsväxter, triftväxter, ranunkelväxter, brakvedsväxter och rosväxter.
Inga säkra uppgifter finns om artens bo eller socialitet, men man antar att larvbona grävs ut under jord av en enda, och alltså solitär, hona.

## Utbredning
Utbredningsområdet omfattar östra halvan av södra Kanada och USA med ungefärlig västgräns från östra Saskatchewan, Montana, Wyoming, Colorado till Texas, och sydgräns till mellersta Florida.